# 3874 Stuart
A 3874 Stuart (ideiglenes jelöléssel 1986 TJ1) a Naprendszer kisbolygóövében található aszteroida. Edward L. G. Bowell fedezte fel 1986. október 4-én.